# Dimitry Elias Léger
Dimitry Elias Léger, né le 27 septembre 1971 à Port-au-Prince, est un romancier, journaliste et humanitaire haïtien-américain. Il est surtout connu pour le roman salué par la critique God Loves Haiti (2015), que le New York Times a salué comme « un portrait puissant d'une nation en péril et des citoyens qui l'habitent ». Ses écrits ont paru dans de nombreux magazines et journaux. Depuis 2010, il travaille comme conseiller en communication aux Nations unies dans le monde entier, notamment en Haïti, en Suisse et au Mali.

## Biographie
Dimitry Elias Léger est né à Port-au-Prince, Haïti, le 27 septembre 1971. Son enfance alterne entre New York et Port-au-Prince jusqu'à l'âge de 14 ans, date à laquelle il s'installe définitivement à Brooklyn. Il devient journaliste en 1993 et travaille comme rédacteur en chef adjoint du magazine The Source et rédacteur au magazine Fortune, The Miami Herald et MTV News. Ses écrits sont également publiés dans la page opinion du New York Times, le Washington Post, Book World, le New York Observer et le magazine The Face, aujourd'hui disparu, au Royaume-Uni,,. Il est devenu conseiller auprès des Nations unies après le tremblement de terre de 2010 en Haïti.

## Accueil
Son roman God Loves Haiti, publié chez HarperCollins le 6 janvier 2015, est salué par Time Out New York qui déclare le livre comme « l'un des premiers romans les plus puissants de l'année ». Le New York Observer salue Léger comme une « nouvelle voix importante ». Le journal relève « l'argot piquant de Port-au-Prince et les phrases françaises non traduites » du livre dans un « début mélodique et imprévisible ». Le magazine The New Yorker a noté que « Léger écrit avec une exubérance fabuliste et un œil pour l'absurde ». Dans le New York Times Book Review, la critique Regina Marler a offert une évaluation similaire du « ton mal à l'aise» du roman qui est «satirique-romantique, tragi-comique, cynique-sentimental ».
Les érudits de Dante ont loué le lien entre God Loves Haiti et la Divine Comédie, le poème vieux de 700 ans de l'écrivain italien Dante Alighieri. Une critique du site Web Dante Today déclare : « Si vous recherchez The Divine Comedy in God Loves Haiti, imaginez à quoi pourrait ressembler la structure à trois étages de Dante après un tremblement de terre. Dans le paysage narratif de Léger, Inferno, Purgatario, Paradiso s'effondrent les uns sur les autres dans un tas de poussière et de gravats. Il y a de la place pour regretter les choix passés ; il n'y a pas de route claire vers le paradis. Pourtant, dans les étendues infernales de la destruction, Léger parvient à découvrir des éclats de beauté rédemptrice et même une intrigue médiévale : sa solution éventuelle au triangle amoureux est bien plus Béatrice que Beyoncé ».

## Récompenses et honneurs
- 2016 PEN/Open Book Award finaliste pour God  Loves Haiti

## Éducation
Léger est titulaire d'un baccalauréat en journalisme de l'Université St. John's. Il a étudié le développement international dans le cadre du programme de maîtrise en administration publique de la Harvard Kennedy School of Government. En 2005, il a reçu une bourse de leadership mondial du Forum économique mondial, la fondation basée à Genève, en Suisse, célèbre pour avoir organisé le Forum économique mondial, un rassemblement annuel des dirigeants et PDG du monde à Davos, en Suisse.